# Championnat national de tennis des États-Unis 1952
Pour un article plus général, voir US Open de tennis.
Résultats détaillés de l’édition 1952 du championnat de tennis US National qui est disputée du 29 août au 8 septembre 1952.

## Palmarès
| Tableau          | Vainqueurs                   | Vainqueurs           | Score                  | Finalistes                           | Finalistes |
| ---------------- | ---------------------------- | -------------------- | ---------------------- | ------------------------------------ | ---------- |
| Simple dames     | Maureen Connolly             | États-Unis           | 6-3, 7-5               | Doris Hart                           | États-Unis |
| Simple messieurs | Frank Sedgman                | Australie            | 6-1, 6-2, 6-3          | Gardnar Mulloy                       | États-Unis |
| Double dames     | Shirley Fry Irvin Doris Hart | États-Unis           | 10-8, 6-4              | Louise Brough Clapp Maureen Connolly | États-Unis |
| Double messieurs | Mervyn Rose Vic Seixas       | Australie États-Unis | 3-6 10-8- 10-8 6-8 8-6 | Ken McGregor Frank Sedgman           | Australie  |
| Double mixte     | Doris Hart Frank Sedgman     | États-Unis Australie | 6-3, 7-5               | Thelma Coyne Long Lew Hoad           | Australie  |

## Simple dames
|  |                  |  |   |   |  |
|  | Finale           |  |   |   |  |
|  |                  |  |   |   |  |
|  |                  |  |   |   |  |
|  | Maureen Connolly |  | 6 | 7 |  |
|  | Maureen Connolly |  | 6 | 7 |  |
|  | Doris Hart       |  | 3 | 5 |  |

## Double dames
|  |                                |  |    |   |  |
|  | Finale                         |  |    |   |  |
|  |                                |  |    |   |  |
|  |                                |  |    |   |  |
|  | Shirley Fry Doris Hart         |  | 10 | 6 |  |
|  | Shirley Fry Doris Hart         |  | 10 | 6 |  |
|  | Louise Brough Maureen Connolly |  | 8  | 4 |  |

## Double mixte
|  |                            |  |   |   |  |
|  | Finale                     |  |   |   |  |
|  |                            |  |   |   |  |
|  |                            |  |   |   |  |
|  | Doris Hart Frank Sedgman   |  | 6 | 7 |  |
|  | Doris Hart Frank Sedgman   |  | 6 | 7 |  |
|  | Thelma Coyne Long Lew Hoad |  | 3 | 5 |  |